# Arcybiskupi Bourges
Arcybiskupi Bourges – lista arcybiskupów francuskiej archidiecezji Bourges.

## Arcybiskupi
- Ursyn z Bourges (251-280)
- Sénitien (280-296)
- Oethère (296-307)
- Thécret (307-330)
- Marcel (330-337)
- Viateur (337-354)
- Leothère (354-363)
- Pauper (363-377)
- Pallais [I] (377-384)
- Villice (384-412)
- Avit (412-431)
- Léon (453-461)
- Pallais [II] (448-462)
- Eulogiusz (462-469)
- Symplicjusz (469-470)
- Tétrade (494-506)
- Rorice (objął urząd w 512)
- Siagre (brak danych)
- Humat (brak danych)
- Honorat [I] (533-535)
- Honorat [II] (535-537)
- Arkadiusz (537-538)
- Dezydery (538-552)
- Probien (552-559)
- Feliks (560-573)
- Rémy (573-581)
- Sulpicjusz Sewer (581-584)
- Eustase (584-591)
- Apolinary (591-597)
- Outrille (612-624)
- Sulpicjusz le Bon (624-647)
- Florent (647-660)
- Adon (662-680)
- Agosène (682-683)
- Roch (696-736)
- Sigin (736-761)
- Landoaire (761-764)
- Dédoat (764-780)
- Ségolène (780-785)
- Dawid (785-815)
- Bertholan (815-827)
- Ermenare (827-835)
- Raoul de Turenne (839-866)
- Vulfade (866-876)
- Frotaire (876-890)
- Adace (890-900)
- Madalbert (900-910)
- Géronce de Déols (910-948)
- Laune de Déols (948-955)
- Richard de Blois (955-969)
- Hugues de Blois (969-985)
- Dagbert (987-1013)
- Gauslin Capet (1013-1030)
- Aymon de Bourbon (1030-1070)
- Richard (1071-1093)
- Audebert de Montmorillon (1093-1097)
- Leger (1099-1120)
- Vulgrin (1120-1137)
- Alberic ou Aubry (1137-1141)
- Pierre de La Châtre (1141-1171)
- Etienne de La Chapelle (1171-1173)
- Guarin de Gallardon (1174-1180)
- Henri de Sully (1183-1200)
- Wilhelm z Donjeon (1200-1209)
- Girard de Cros (1209-1218)
- Simon de Sully (1218-1232)
- Philippe Berruyer (1232-1260)
- Jean de Sully (1260-1271)
- Guido de Sully OP (1276-1281)
- Simon de Beaulieu (1281-1294)
- Gilles de Rome (1295-1316)
- Regnaud de La Porte (1316-1320)
- Guillaume de Brosse (1321-1331)
- Foucaud de Rochechouard (1331-1343)
- Roger le Fort (1343-1367)
- Pierre d'Estaing OSB (1367-1370)
- Pierre du Cros (1370-1374)
- Bertrand de Chenac (1374-1386)
- Jean de Rochechouard (1386-1390)
- Pierre Aimery (1391-1409)
- Guillaume de Boisratier (1409-1421)
- Henry d'Avangour (1421-1446)
- Jean Coeur (1446-1483)
- Pierre Cadoüet (1483-1492)
- Guillaume de Cambrai (1492-1505)
- Michel Bucy (1505-1511)
- Andrew Forman OSA (1513-1514)
- Antoine Bohier du Prat OSB (1514-1519)
- François de Bueil (1521–1525)
- François de Tournon (1526–1537)
- Jacques Leroy de Chavigny OSB (1537–1572)
- Antonio Vialardi (1572–1576)
- Renaud de Beaune (1581–1598)
- André Frémyot (1603–1621)
- Roland Hébert (1622–1638)
- Pierre d’Hardivillier (1642–1649)
- Anne de Lévis-Ventadour (1651–1662)
- Jean de Montpezat de Carbon (1665-1675)
- Michel Poncet de la Rivière (1675-1677)
- Michel Phélypeaux de La Vrillière (1679-1694)
- Léon Potier de Gesvres (1694-1729)
- Frédéric-Jérôme de la Rochefoucauld de Roye (1729-1757)
- Georges-Louis Phélypeaux d’Herbault (1757-1787)
- François de Fontanges (1787-1788)
- Jean-Auguste de Chastenet de Puységur (1788-1802)
- Marie-Charles-Isidore de Mercy (1802-1811)
- Etienne-Jean-Baptiste des Galois de la Tour (1817-1820)
- Jean-Marie Cliquet de Fontenay (1820-1824)
- Guillaume-Aubin de Villèle (1825-1841)
- Jacques-Marie-Antoine-Célestin Dupont (1842-1859)
- Alexis-Basile-Alexandre Menjaud (1859-1861)
- Charles-Amable de la Tour d’Auvergne Lauraguais (1861-1879)
- Jean-Joseph Marchal (1880-1892)
- Jean-Pierre Boyer (1893-1896)
- Pierre-Paul Servonnet (1897-1909)
- Louis-Ernest Dubois (1909-1916)
- Martin-Jérôme Izart (1916-1934)
- Louis-Joseph Fillon (1934-1943)
- Joseph-Charles Lefèbvre (1943-1969)
- Charles Vignancour (1969-1984)
- Pierre Plateau (1984-2000)
- Hubert Barbier (2000-2007)
- Armand Maillard (2007-2018)
- Jérôme Beau (2018-2025)